# Gottfried Richter (Maler)
Gottfried Richter (* 26. Februar 1904 in Offenbach am Main; † 13. Mai 1968 in Berlin) war ein deutscher Maler und Grafiker.

## Lebenslauf
Nach einer Lehre als Dekorationsmaler besuchte Richter ab 1920 die Kunstgewerbeschule Offenbach (heute Hochschule für Gestaltung Offenbach am Main), Abbruch des Studiums nach 6 Semestern. Er unternahm zahlreiche Studienreisen ins Ausland, entdeckte für sich und seine Arbeit Paris, ermöglicht durch ein Stipendium der Stadt Offenbach im Jahr 1922, Südfrankreich, die französische Malerei. Auch in späteren Jahren setzte er seine Reisetätigkeit fort. 1926 beteiligte er sich erstmals an einer Ausstellung, als Mitglied der „Darmstädter Gruppe“, 1927 nahm er an der Sonderausstellung im „Bund Offenbacher Künstler“ teil.
1923 nahm ihn die Galerie Flechtheim & Kahnweiler in Frankfurt am Main unter Vertrag. 1928 nahm er an der Weltausstellung in Chicago teil.
Von 1930 bis 1934 wohnte Richter in Wien, bevor er nach Frankfurt zog, wo er bis 1939 blieb. 1939 erfolgte der Umzug nach Berlin, ein Jahr später wurde er als Soldat eingezogen. Fast die gesamten Kriegsjahre war er in Norwegen im Einsatz, wo er viel malte. In der Zeit des Nationalsozialismus war Richter Mitglied der Reichskammer der bildenden Künste.
1946 kam er aus französischer Kriegsgefangenschaft nach Hause. Er blieb mit seiner Frau und dem Sohn Gottfried Uwe Richter, der ebenfalls Maler werden sollte, in West-Berlin. 1961 zog er nach Ost-Berlin. Dort war er 1959 Meisterschüler an der Deutschen Akademie der Künste.
Eintritt in die KPD, dann SED, Mitglied des Verbands Bildender Künstler (VBK), später Austritt aus der SED.

## Werke
Thema seiner Arbeit waren insbesondere Landschaften, auch Stadtlandschaften, außerdem Porträt, Stillleben, Masken, Zirkusszenen. Charakteristisch für sein grafisches Werk sind Holzschnitte und vor allem, besonders ab den 50er Jahren, Siebdruck.
Seit 1927 wurden Arbeiten von Gottfried Richter von öffentlichen Museen erworben. Werke befinden sich u. a. im Städel in Frankfurt am Main, in den Kunstsammlungen Chicago, im Landesmuseum Darmstadt, in den Staatlichen Kunstsammlungen Albertina in Wien, in der Kunsthalle Mannheim, in der Neuen Nationalgalerie Berlin, in der Kunstmuseum Moritzburg in Halle (Saale), in den Staatlichen Kunstsammlungen Dresden und in der Kunstsammlung Pankow.

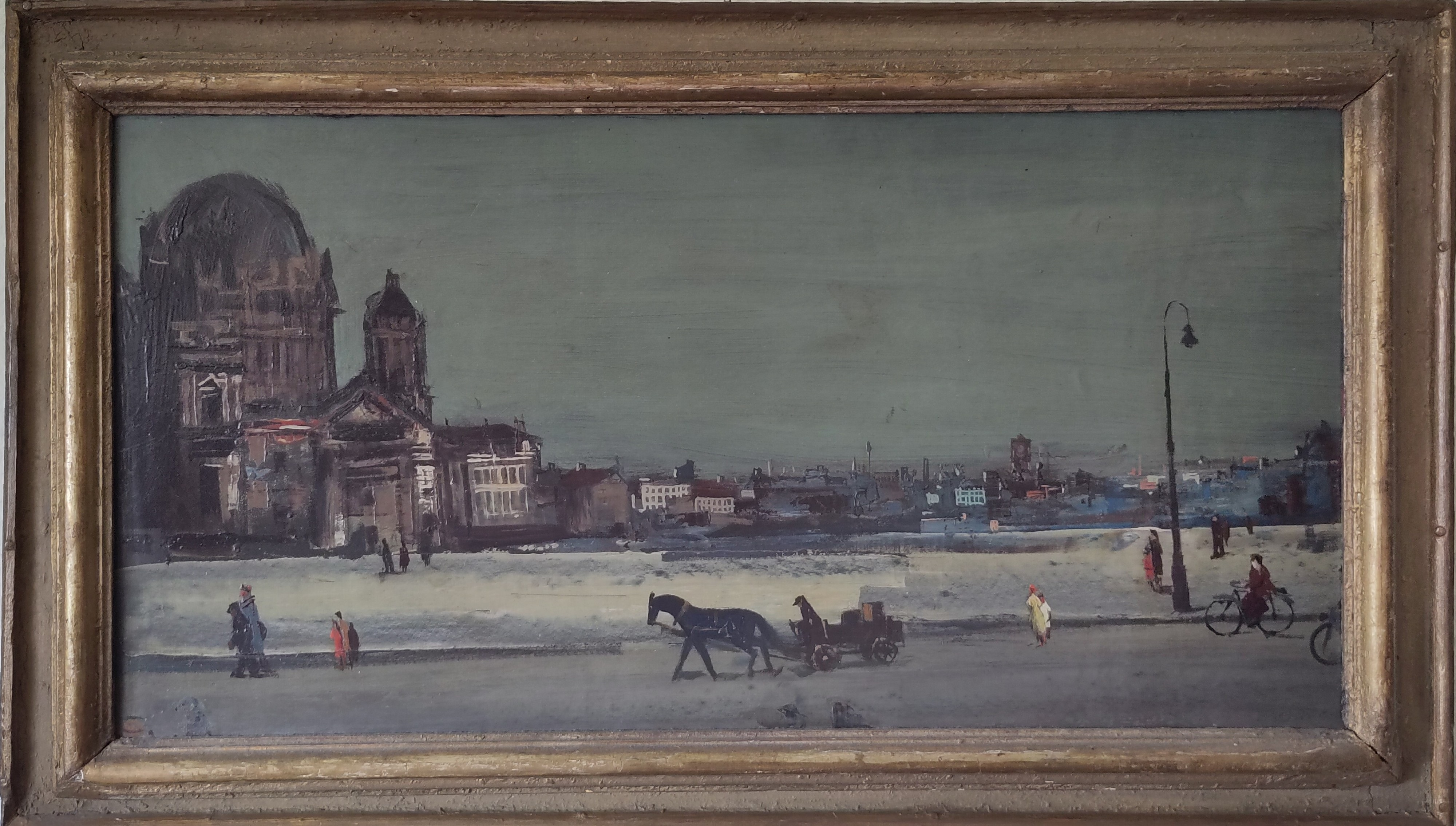
Berlin im Jahr 1957, Gottfried Richter, Öl auf Karton, 29 × 57 [cm] Privatbesitz

## Weitere Werke

### Tafelbilder (Auswahl)
- Straße in Paris (1928, Öl, 39 × 50 cm)[2]

- Zugefrorener Weiher (um 1935–1940, Öl)[3]

- Am Kurfürstendamm (nach 1945, Öl)[4]
- Schneewehen am Leninplatz (Öl, 87 × 115 cm; 1952 auf der Ausstellung „Berliner Künstler“)
- Auf dem Dach des Berolinahauses (Öl, 55 × 77 cm; auf der Ausstellung „Berliner Künstler“)
- Motiv in Serzes bei Poni (Öl, 54 × 65 cm; auf der Ausstellung „Berliner Künstler“)

- Am Hafen (Öl, 39 × 30 cm; 1958 auf der Vierten Deutschen Kunstausstellung)[5]

- Eine Straße in Berlin (Öl, 31 × 48 cm; auf der Vierten Deutschen Kunstausstellung)[6]

### Druckgrafik (Auswahl)
- Straße im Zwickauer Bergbaugebiet (vor 1961, farbiger Siebdruck, 29 × 39,6 cm; Kupferstichkabinett Dresden)[7]
- Allee in Zwickau (vor 1961, farbiger Siebdruck, 28,5 × 38,5 cm; Kupferstichkabinett Dresden)[8]

## Ausstellungen (unvollständig)
- 1933 Wien, im eigenen Atelier;
- 1948 Berlin (West), Archivarion, gemeinsam mit Gottfried Uwe Richter;
- 1950 Frankfurt am Main, Kunsthandlung F.A.C. Prestel;
- 1951 Berlin (DDR) Beteiligung an der Ausstellung „Künstler für den Frieden“;
- 1952 Berlin (West), Galerie Franz;
- 1952 Bautzen, Görlitz und Zittau („Berliner Künstler“)
- 1955 Berlin (DDR), Galerie Franz, Unter den Linden, gemeinsam mit G.U. Richter;
- 1958/1959 und 1962/63 Dresden, Vierte und Fünfte Deutsche Kunstausstellung
- 1964 Berlin, Galerie Moderne Kunst;
- 1968  Halle/Saale, Staatliche Galerie Moritzburg („Sieger der Geschichte“)
- 1970 Berlin, Altes Museum („Auferstanden aus Ruinen. Druckgraphik und Zeichnungen 1945 - 1970“)
- 1971 Berlin, Altes Museum („Das Antlitz der Arbeiterklasse in der bildenden Kunst der DDR“)
- 1978 Leipzig, Haus der Wissenschaftler;
- 1979 Berlin, Altes Museum („Weggefährden – Zeitgenossen. Bildende Kunst aus 3 Jahrzehnten “)
- 1980 Berlin, Ausstellungszentrum am Fernsehturm („Retrospektive Berlin“)
- 1981 Dresden („25 Jahre NVA“)
- 1982 Dresden, Galerie Comenius („Bilder und Blätter“)
- 1986 Berlin, Nationalgalerie (Malerei, Grafik, Zeichnungen)
- 1987 Berlin, Ephraim-Palais („Das Bild der Stadt Berlin von 1945 bis zur Gegenwart“)

### Beteiligung an Ausstellungen in der Zeit des Nationalsozialismus
- 1938: Frankfurt/Main, Lichthof der Industrie- und Handelskammer („Betriebsausstellung der Deutschen Arbeitsfront, Gau Hessen-Nassau“)
- 1940: Halle/Saale, Städtisches Moritzburg-Museum („Graphik und Kleinplastik“)
- 1941: Bielefeld, Städtisches Kunsthaus („Kunstausstellung des Hilfswerks für die deutsche bildende Kunst in der NS-Volkswohlfahrt“)